# Saint-Elzéar
| Saint-Elzéar                    |                        |
| Saint-Elzear, Beauce - 1944.jpg |                        |
| Coordenadas: 46°24' N 71°03'W   |                        |
| Província                       | Quebec                 |
| Região administrativa           | Chaudière-Appalaches   |
| Incorporado em                  | 30 de novembro de 1994 |
| Prefeito                        | Richard Lehoux         |
|                                 |                        |
| Área                            |                        |
| - Cidade                        | 85,12 km², 34 mi²      |
| Fuso horário                    | UTC -5                 |
| População (2006)                |                        |
| - Cidade                        | 1.903                  |
| - Densidade                     | 22 hab/km², 56 hab/mi² |

Saint-Elzéar é uma municipalidade canadense do conselho municipal regional de La Nouvelle-Beauce, Quebec, localizada na região administrativa de Chaudière-Appalaches. Em sua área de pouco mais de 85 km², habitam cerca de duas mil pessoas.